# Магомедсултанов, Амир
Амир (Залимхан) Магомедсултанов (5 марта 1996, Дагестан, Россия) — российский и молдавский борец вольного стиля. Чемпион Молдавии.

## Спортивная карьера
Тренировался в школе имени Шамиля Умаханова у Зелимхана Хусейнова. Затем занимался в школе имени братьев Ирбайхановых, под руководством тренера Олхузура Минтулаева. В феврале 2015 года в Нальчике выиграл первенство СКФО по вольной борьбе среди юниоров. В конце октября 2016 года в Буглене в финале Всероссийского турнира по на призы Хизри Шихсаидова уступил в финале Зауру Угуеву. В феврале 2017 года в Каспийске стал бронзовым призёром чемпионата Дагестана. В сентябре 2018 года в Ереване стал бронзовым призёром международного турнира на призы Степана Саргсяна. В марте 2019 года стал вторым на чемпионате СКФО. В конце марта 2023 года стал чемпионом Молдавии. В конце марта 2023 года появилась информация, что Магомедсултанов выступит на чемпионате Европы в Загребе. Однако, участие на турнире не принимал.

## Спортивные результаты
- Чемпионат Молдавии по борьбе 2023 — ;